# Festival Paris au mois d'août
Paris au mois d'août est un festival de théâtre organisé depuis août 2006 par Double D Productions, et qui propose chaque année une sélection de spectacles du 1er au 31 août dans différentes salles de spectacle parisiennes.